# Hermann Koziol
Hermann Koziol (* 21. Februar 1926 in Beuthen in Oberschlesien; † 28. August 2011 in Schwäbisch Hall) war ein deutscher Bildhauer.

## Leben
Koziol, 1926 in Beuthen geboren, siedelte sich nach der kriegsbedingten Vertreibung aus Oberschlesien in Hohenlohe an, wo er zunächst im Steinbruch arbeitete. Anschließend studierte er an der Käthe-Kollwitz-Kunstschule und bei Georg Kolbe in Berlin. Im Jahr 1958 gehörte er zu den Gründungsmitgliedern des Hohenloher Kunstvereins; noch im selben Jahr wurde er mit dem Hohenloher Kunstpreis ausgezeichnet.
Koziol hat sich seit Ende der 1950er-Jahre insbesondere durch Brunnen und Bronzeskulpturen im öffentlichen Raum einen Namen gemacht. Er lebte und arbeitete in Neuenstein, ab 1974 wohnte er in Untermünkheim-Kupfer. Noch im Alter von 80 Jahren baute er sich dort ein neues Atelier. Das Atelier aus dem Jahre 1955 in Neuenstein war inzwischen dem Straßenbau zum Opfer gefallen.
Er war an zahlreichen Einzel- und Gemeinschaftsausstellungen beteiligt. So beispielsweise 2001 in Katowice, 2002 in seiner Heimatstadt Bytom und im selben Jahr in Ratingen. Im Herbst 2003 waren zahlreiche Werke Koziols während der Skulpturenausstellung Plastik konkret-abstrakt im Kloster Bronnbach zu sehen. Im Frühling 2004 beteiligte sich Koziol an einer Kunstvereinsausstellung im Rathaus von Boxberg.

## Werke im öffentlichen Raum (Auswahl)
- Mädchen mit Fisch (1958) im Treppenaufgang des zweigeschossigen Restaurants im Westflügel des Heilbronner Hauptbahnhofs
- Kraniche (1959) im Stadtgarten in Heilbronn
- Hafenmarktbrunnen (1961) in Öhringen
- Christophorus (1961) auf der Brücke in Westernhausen
- Gedenkstätte (1962) in Oppenweiler
- Gänsebrunnen (1962) im Gänshof in Heilbronn
- Spielende Bären (1964) in Offenbach am Main
- Brunnen vor dem Tore (1966) in Neuenstadt am Kocher
- Flötenspieler (1967) im Atrium der Hauptschule Künzelsau
- Portale und Ausstattung (1970) von St. Johannes Nepomuk in Eberbach
- Brunnen vor dem Rathaus (1974) in Stebbach
- Gedenkstätte (1975) im Waldfriedhof in Schwäbisch Hall
- Brunnen im Stadtpark (1975) in Neuenstein
- Brunnen vor der Turn- und Festhalle (1975) in Weißbach
- Hütejunge (1980) in den Ackeranlagen in Schwäbisch Hall
- Mann im Fass (1997) in Haberschlacht
- Büttelbrunnen (1999) in Fürfeld
- Waldenserzeichen (2002)[2] in Nordhausen
- Fischerbrunnen und Dorfbrunnen in Untermünkheim
- Schenkenbrunnen in Michelbach an der Bilz
- Hamballe-Figur in Öhringen
- Glasmacherbrunnen in Mainhardt

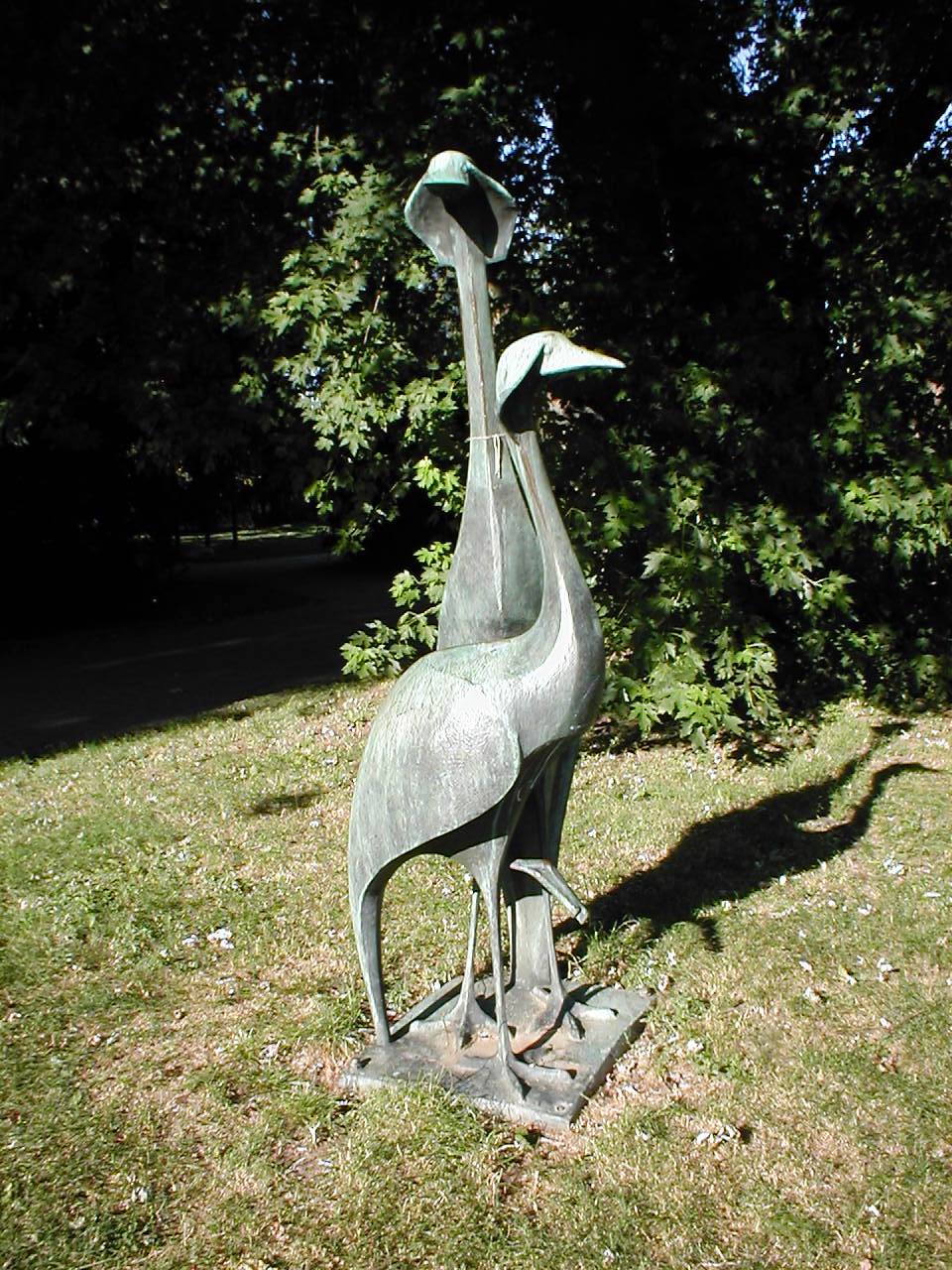
Kraniche (Heilbronn)
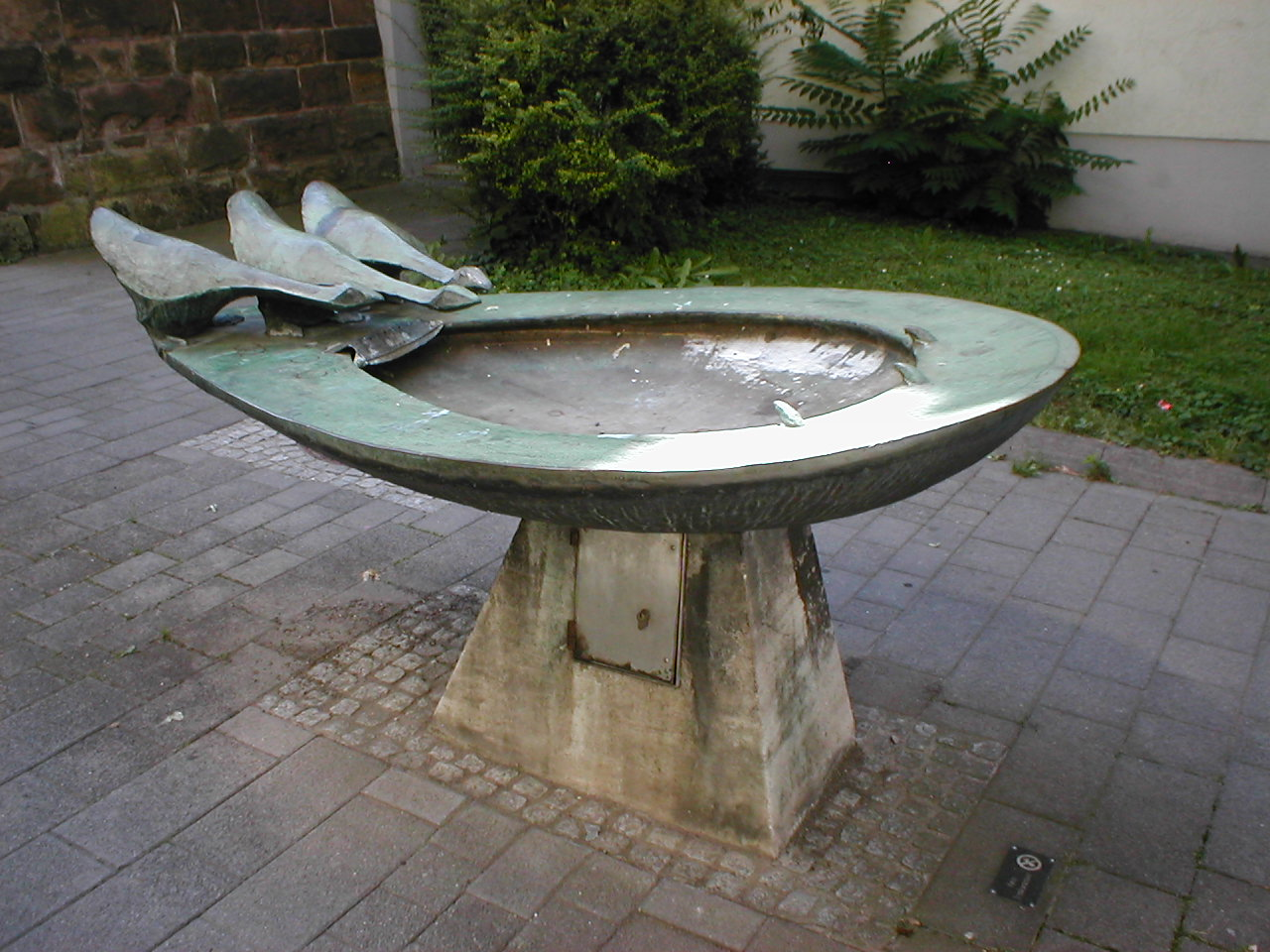
Gänsebrunnen (Heilbronn)
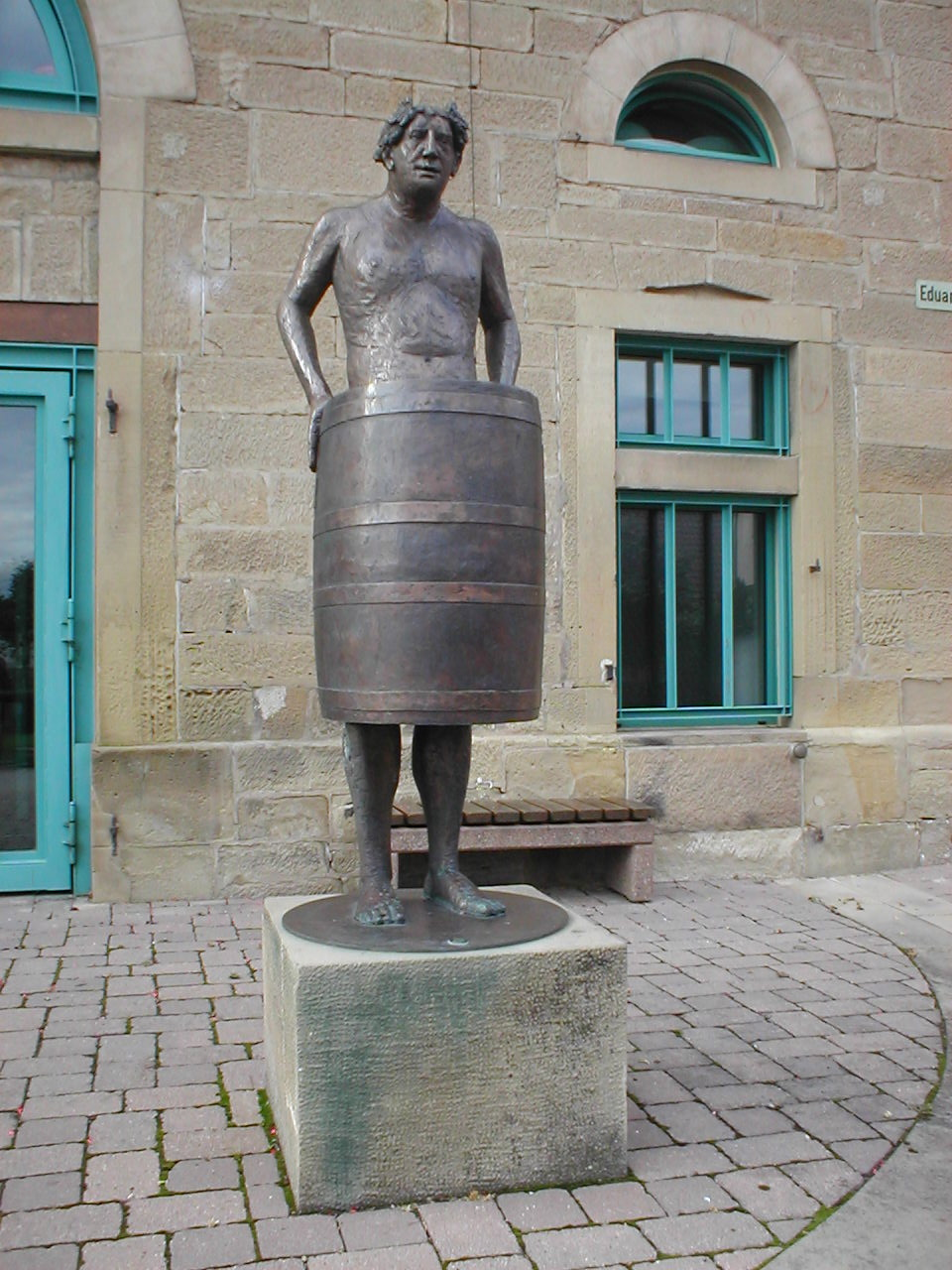
Mann im Fass (Haberschlacht)
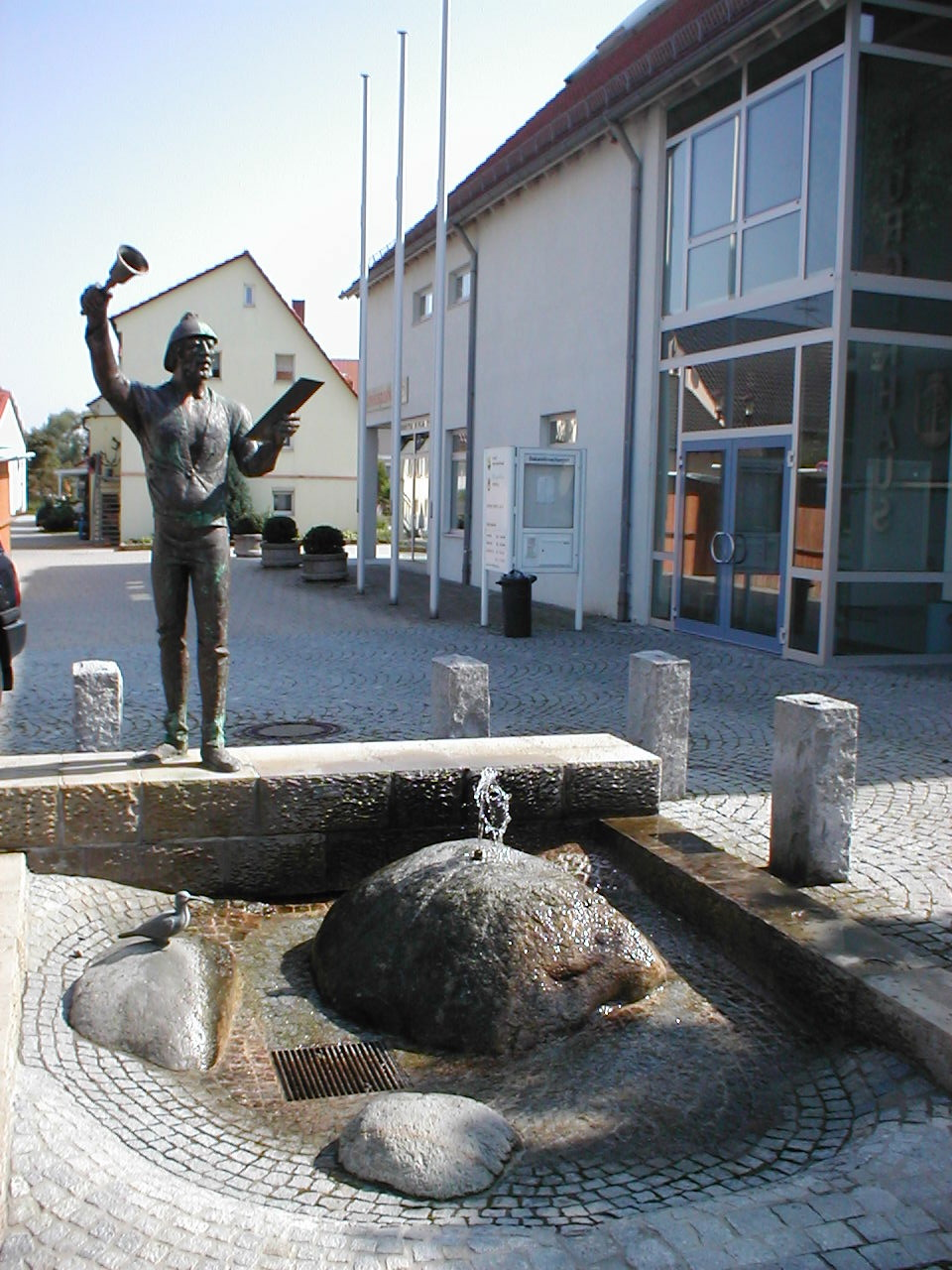
Büttelbrunnen (Fürfeld)
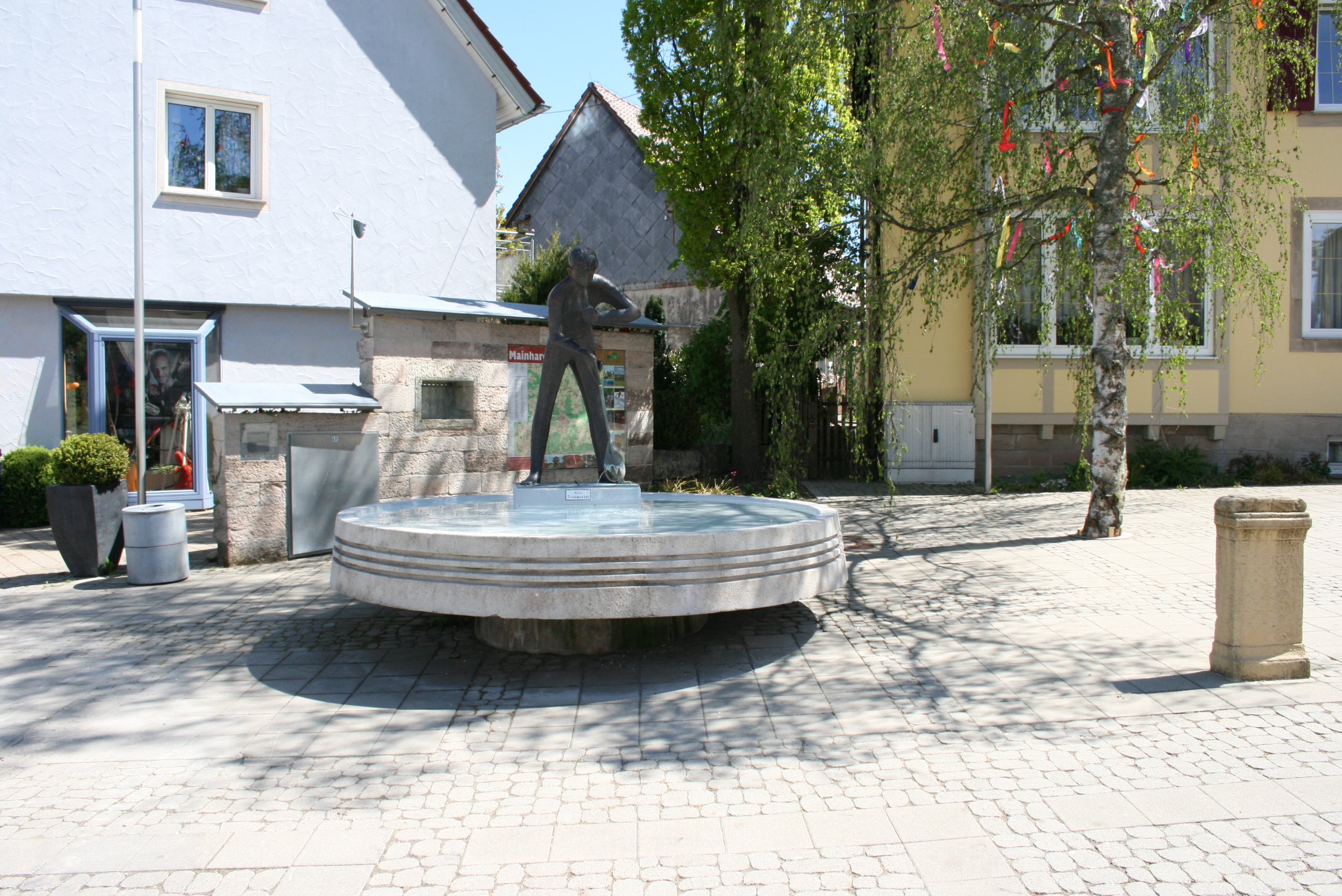
Glasmacherbrunnen (Mainhardt)
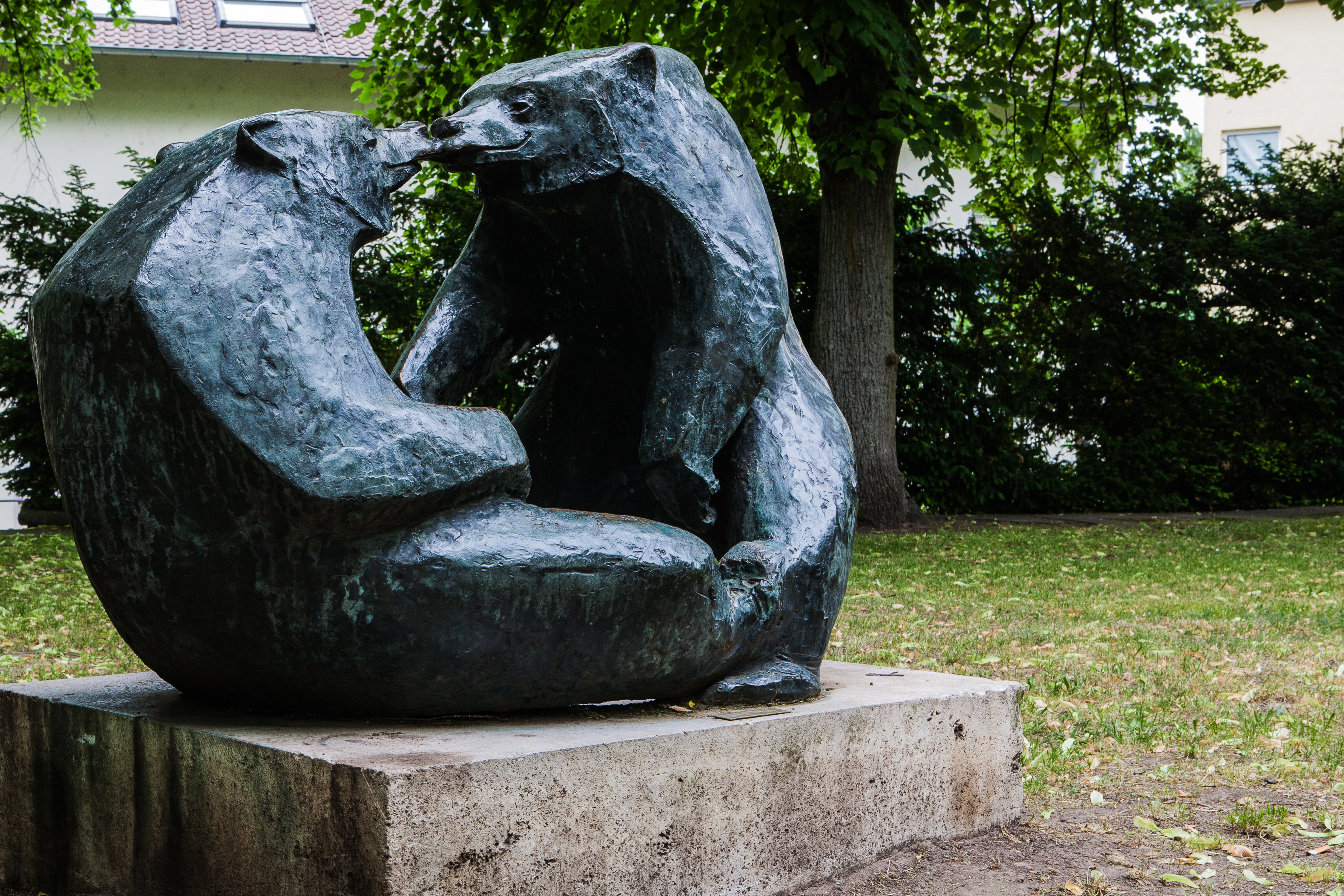
Spielende Bären (Offenbach am Main)

## Bücher
- Hermann Koziol. Mein Thema bleibt das Leben. 50 Jahre Bildhauerei. Katowice-Ratingen 2001. ISBN 83-88427-03-2